# Bolyphantes
Bolyphantes es un género de arañas araneomorfas de la familia Linyphiidae. Se encuentra en la zona paleártica. 

## Lista de especies
Según The World Spider Catalog 12.0:
- Bolyphantes alticeps (Sundevall, 1833)
- Bolyphantes bipartitus (Tanasevitch, 1989)
- Bolyphantes distichoides Tanasevitch, 2000
- Bolyphantes distichus (Tanasevitch, 1986)
- Bolyphantes elburzensis Tanasevitch, 2009
- Bolyphantes kilpisjaerviensis Palmgren, 1975
- Bolyphantes kolosvaryi (Caporiacco, 1936)
- Bolyphantes lagodekhensis (Tanasevitch, 1990)
- Bolyphantes lamellaris Tanasevitch, 1990
- Bolyphantes luteolus (Blackwall, 1833)
- Bolyphantes mongolicus Loksa, 1965
- Bolyphantes nigropictus Simon, 1884
- Bolyphantes punctulatus (Holm, 1939)
- Bolyphantes sacer (Tanasevitch, 1986)
- Bolyphantes severtzovi Tanasevitch, 1989
- Bolyphantes subtiliseta Tanasevitch, 2019
- Bolyphantes supremus (Tanasevitch, 1986)